# Wallendorf
Wallendorf là một đô thị ở bang Rheinland-Pfalz, bên sông Sauer. Khu vực này được đề cập lần đầu trong tài liệu năm 1136 với tên "Vualcheresdorf". Wallendorf nằm ở phía bên Đức của cây cầu nối thị xã của Luxembourg Wallendorf-Pont. Cây cầu này có tầm quan trọng chiến lược trong trận Bulge.

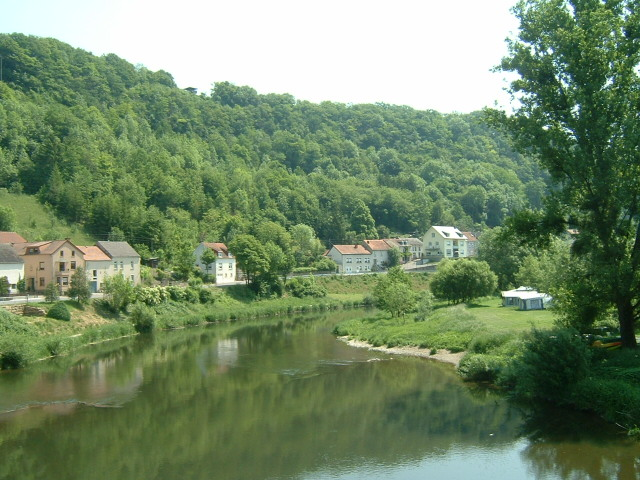
Cảnh sông Sauer
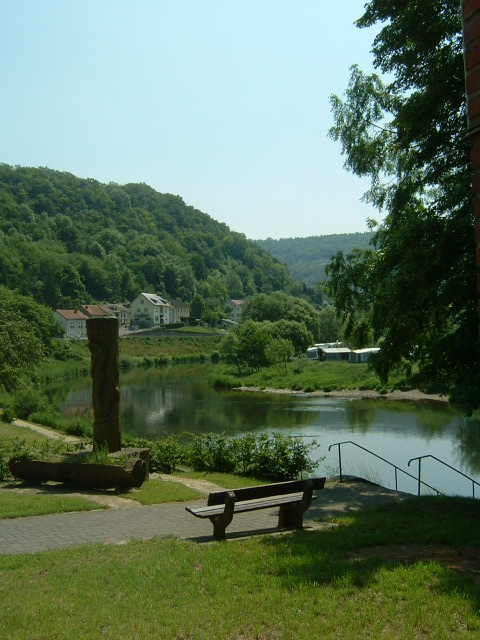
Đài nước Genoveva bên bờ sông